# Sunlight (Nicky Byrne)
Sunlight (Raggio di sole) è il singolo di debutto del cantante irlandese Nicky Byrne, scritto da Byrne stesso insieme a Wayne Hector e a Ronan Hardiman e pubblicato sulle piattaforme digitali il 12 febbraio 2016 su etichetta Universal Music Ireland.
Il 13 gennaio del 2016 la compagnia di radiodiffusione irlandese RTÉ ha annunciato che Nicky Byrne avrebbe rappresentato l'Irlanda all'ESC 2016 con la canzone Sunlight. Lo stesso giorno è stato postato su YouTube un video con il testo della canzone. Byrne si è esibito dal vivo con il brano per la prima volta il 13 febbraio al Ray D'Arcy Show. Il brano verrà cantato per settimo nella seconda semifinale dell'Eurovision, che si svolgerà a Stoccolma il 12 maggio 2016.
Sunlight ha raggiunto il sessantottesimo posto nella classifica irlandese.

## Tracce
Download digitale
1. Sunlight (Radio Edit) – 2:59
2. Sunlight – 3:38
3. Sunlight (Instrumental) – 3:38

## Classifiche
| Classifica (2016) | Posizione massima |
| ----------------- | ----------------- |
| Irlanda           | 68                |